# Sääftig

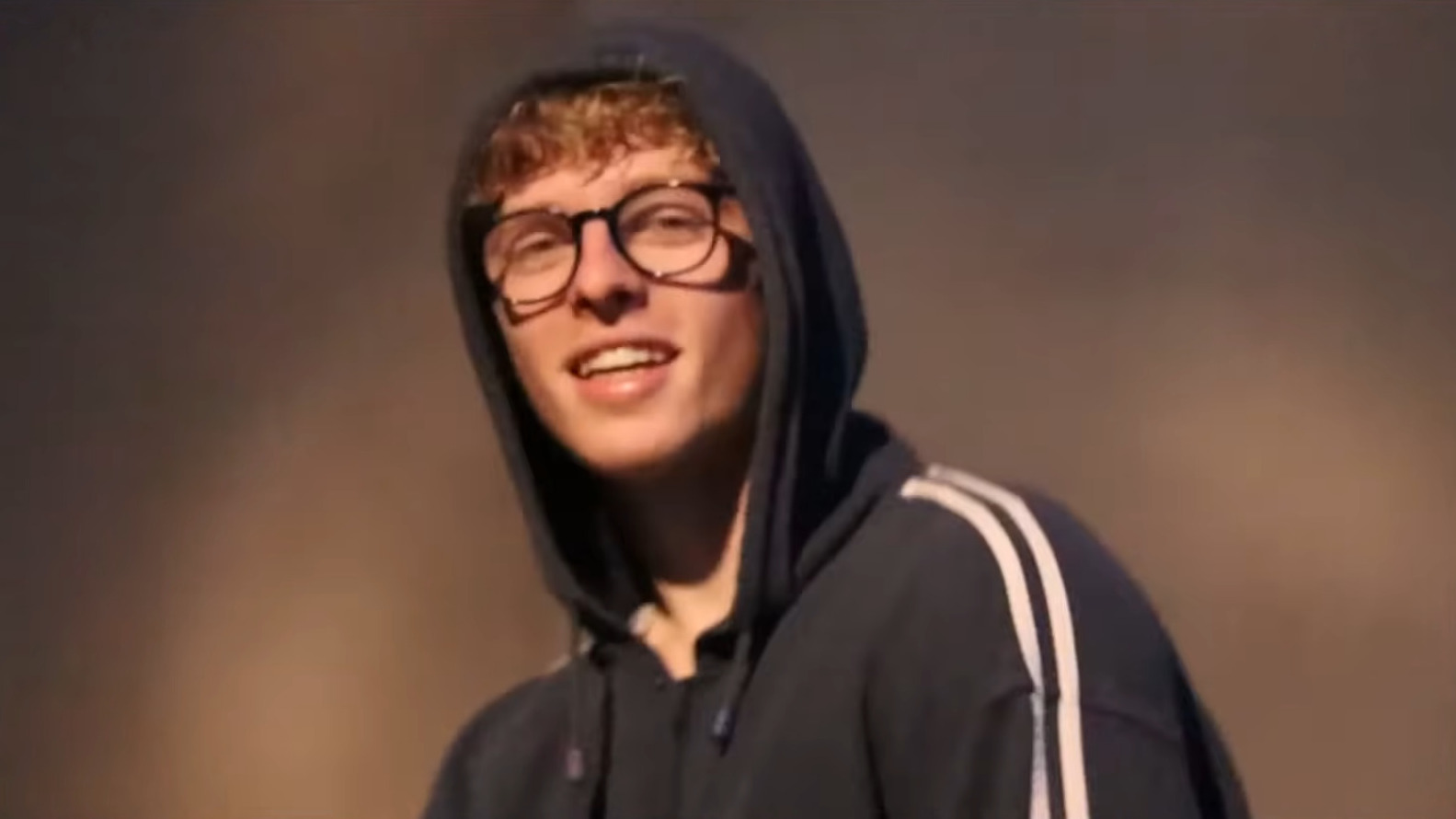
Sääftig (2020)

Sääftig (bürgerlich Simon Beierlein) ist ein YouTuber und Mundartrapper aus Bayern. Ende 2020 hatte er einen Internethit mit dem Song Dirndl Weed.

## Biografie
Simon Beierlein stammt aus dem Landkreis Roth südlich von Nürnberg. 2018 legte er den YouTube-Kanal Sääftig an und begann Videos hochzuladen. Neben Parodien und Humorbeiträgen veröffentlichte er von Anfang an auch kurze Musikvideos, in denen er mit Musiksoftware und Autotune experimentierte. In kurzer Zeit konnte er eine niedrige vierstellige Zahl an Abonnenten gewinnen.
Bis 2020 blieb er etwa auf diesem Niveau und sein Ende Oktober veröffentlichter Song Dirndl Weed kam auf etwa 2000 Abrufe. Darin kombiniert er bayrische Volksmusikelemente mit amerikanischem Trap nach dem Vorbild von Lil Nas X, der bei seinem Hit Old Town Road Country und Rap verband. Bei Dirndl Weed rappt Sääftig zusätzlich in einem bayrisch-fränkischen Mischmasch. Sascha Hellinger entdeckte das Stück und er kam in einem Beitrag auf seinem Kanal unsympathischTV vor, was viele Leute veranlasste, sich das Video anzusehen. Innerhalb weniger Tage übertraf es die Millionenmarke, es wurde zu einem viralen Hit und stand auf Platz 3 der YouTube-Trends. Im Dezember schaffte es das Lied sogar in die österreichischen Charts, wo es sich 7 Wochen hielt und Platz 29 erreichte. Insgesamt wurde das YouTube-Video über 11 Millionen Mal aufgerufen. Die Abonnentenzahl von Sääftigs Kanal stieg auf 220.000.
Anfang 2021 hatte Sääftig mit Bayrisch Drip noch einen zweiten Erfolg. Das Lied kam auf über 12 Millionen Abrufe und war in Österreich ähnlich erfolgreich wie das Vorgängerlied.

## Diskografie
Lieder
- Keinen Plan (2018)
- High sein (2019)
- Voddi Back (2020)
- Ja sie weint (2020)
- Gelber Regen (2020)
- Verloren (2020)
- Dirndl W33d (2020)
- Bayrisch Drip (2020)
- Joa (2021)
- Baggies (2021)
- Leberkas & Lean (2021)
- Meine Bahn (2022)
- Kaiserschmarrn (2022, mit Niklas Dee, Luca-Dante Spadafora & Tream)
- Rauch nich’ (2022, mit Luca-Dante Spadafora)
- Bäby (2023, mit Marlon Deagle)
- Iced Out Brezel Chain (2025)
- Bayrisch Drill (2025)
- Bayrischer Tekk (2025, mit Marlon Deagle)
- Arztpraxis Klingelton (2025, mit Beats by Luca)